# Szczyty (województwo mazowieckie)
Szczyty – wieś w Polsce, położona w województwie mazowieckim, w powiecie białobrzeskim, w gminie Białobrzegi.
Wieś szlachecka położona była w drugiej połowie XVI wieku w powiecie wareckim ziemi czerskiej województwa mazowieckiego. W latach 1975–1998 miejscowość położona była w województwie radomskim.
Wieś jest sołectwem w gminie Białobrzegi. Według Narodowego Spisu Powszechnego z roku 2011 wieś liczyła 340 mieszkańców i była trzecią co do liczby ludności miejscowością gminy.
Wierni Kościoła rzymskokatolickiego należą do parafii Świętej Trójcy w Białobrzegach.